# Vulturaria
Vulturaria (łac. Dioecesis Vulturariensis) – stolica historycznej diecezji w Italii, erygowanej w roku 1059, a włączonej w roku 1818 w skład diecezji Lucera.
Współczesne miasto Volturara Appula w prowincji Foggia we Włoszech. Obecnie katolickie biskupstwo tytularne ustanowione w 1968 przez papieża Pawła VI.

## Biskupi tytularni
| Lp. | Biskup                          | Funkcja                                   | Od                | Do               |
| --- | ------------------------------- | ----------------------------------------- | ----------------- | ---------------- |
| 1   | Juan María Navarrete y Guerrero | arcybiskup Hermosillo (Meksyk)            | 13 sierpnia 1968  | 21 lutego 1982   |
| 2   | Bonaventura Kloppenburg         | biskup pomocniczy São Salvador (Brazylia) | 22 maja 1982      | 8 sierpnia 1986  |
| 3   | Claude Dagens                   | biskup pomocniczy Poitiers (Francja)      | 3 lipca 1987      | 22 grudnia 1993  |
| 4   | Rolando Tirona                  | biskup pomocniczy Manili (Filipiny)       | 15 listopada 1994 | 14 grudnia 1996  |
| 5   | Jonas Boruta                    | biskup pomocniczy Wilna (Litwa)           | 28 maja 1997      | 5 stycznia 2002  |
| 6   | Thomas Paprocki                 | biskup pomocniczy Chicago (USA)           | 24 stycznia 2003  | 20 kwietnia 2010 |
| 7   | Waldo Rubén Barrionuevo Ramírez | biskup pomocniczy Reyes (Boliwia)         | 15 lutego 2014    | 1 czerwca 2019   |
| 8   | Javier Herrera Corona           | nuncjusz apostolski                       | 5 lutego 2022     |                  |